# مارك براون (سياسي)
مارك براون هو سياسي كندي، ولد في 20 مايو 1993 في كندا. حزبياً، نشط في الحزب الليبرالي في نيوفندلاند ولابرادور ‏.